# Tamotsu Suzuki
Tamotsu Suzuki (鈴木 保, Suzuki Tamotsu), né le 29 avril 1947 dans la préfecture de Saitama (Japon), est un entraîneur japonais de football féminin.